# Sean Flynn Amir
Sean Flynn, właśc. Sean Flynn Amir (ur. 14 lipca 1989 w Los Angeles) – amerykański aktor. Grał w trzech serialach i dwóch filmach.

## Filmografia
| Rok     | Tytuł oryginalny    | Tytuł polski           | Rola                        |
| 1996    | Silders             | Silders – Piąty wymiar | Jason (gościnnie)           |
| 1998    | Simon Birch (TV)    | Simon Birch            | Junior Lamb                 |
| 1999    | Family Guy (TV)     | Głowa rodziny          | użyczenie głosu (gościnnie) |
| 2004    | Scarecrow Gone Wild | Scarecrow Gone Wild    | Paul                        |
| od 2005 | Zoey 101 (TV)       | Zoey 101               | Chase                       |